# Daniel Baier
Daniel Baier (Keulen, 18 mei 1984) is een Duits voetballer die bij voorkeur als defensieve middenvelder speelt. Hij tekende in januari 2010 bij FC Augsburg, dat hem overnam van VfL Wolfsburg.

## Clubcarrière
Baier speelde in de jeugd voor Teutonia Obernau, TSV Mainaschaff, Viktoria Aschaffenburg en TSV 1860 München. Op 13 september 2003 debuteerde de defensief ingestelde middenvelder in het hoofdmacht van laatstgenoemde club in de Bundesliga, tegen FC Köln als invaller voor Benjamin Lauth. In 2007 werd hij verkocht aan VfL Wolfsburg, waar hij minder aan spelen toekwam. Tijdens het seizoen 2008/09 werd de voormalig Duits jeugdinternational uitgeleend aan FC Augsburg, dat hem in januari 2010 definitief overnam. In 2011 promoveerde Baier met de club naar de Bundesliga. Hij verlengde in juli 2017 zijn contract bij Augsburg tot medio 2019.

## Interlandcarrière
Baier speelde twee interlands voor Duitsland –19, drie interlands (één doelpunt) voor Duitsland –20 en één interland voor Duitsland –21.